# 総合タワーリシチ
『総合タワーリシチ』（そうごうタワーリシチ）は、あらた伊里の漫画。略称は「リシチ」。芳文社の『つぼみ (アンソロジー)』2011年から2013年まで連載された。長期の連載を予定しており、アニメ化の話も出ていたが、同誌の休刊に伴い最終回を迎えた。ただし、打ち切りではなく完結している。単行本は全3巻が芳文社（まんがタイムKRコミックス つぼみシリーズ）から刊行されている。その後長く音沙汰がなかったが、2017年10月30日、新たに描き下ろしなどを加え3巻分の内容を2巻にまとめた「完全版」が少年画報社から上下巻ともに発売された。
作者あらたは、本作が掲載誌の方向性に合わないのではと危惧していたが、「にぎやかさ」が意向・本作のウリであると担当から言われたらしい（単行本巻末より）。

## あらすじ
あらゆる分野の天才・優等生が集められる今川高校総合学科。そこへ入学した猫かぶりの努力型優等生・霧上神奈は、超天才（天然）美少女・羽座岡悠と「最悪の出会い」をすることになる。

## 登場人物

### 主要人物
霧上神奈（きりがみ かんな）
本作品の主人公。都立今川高校総合学科へ入学した女子高生。
負けず嫌いでやや傲慢な性格。他人を見下すなどお世辞にも性格がいいとは言えない。努力することを怠らず、勉学・運動・芸術とあらゆる面で、トップに君臨することを目標とする。一方、人付き合いは苦手なようで悠に対しては、当初、どのように接したらよいのかを都に相談したことがある。また、将来の進路が定まっていないことに気づき落ち込むといった繊細な心ももつ。作中『ド猫っかぶり優等生』と称されるが、親密な相手、もしくは自分の琴線に触れた場合は、怒鳴ったり手を出したりと暴力的行為も辞さない。
入学式直後のホームルームで100点の答案をためらいなく捨てた悠に対して説教をするという「最悪の出会い」をした後、彼女やクラスメートの『ちゃらんぽらんズ』と関わっていくこととなる。
読者アンケートによるキャラ人気投票では第1回、第2回ともに2位で、第2回の際に自身を「シルバーコレクター」と自嘲していた。
身長は150cm。
羽座岡悠（はざおか ゆう）
神奈と同じ総合学科1-1の生徒。容姿端麗にして全国模試1位の成績をもつが、どこか間の抜けた性格をしているいわゆる天然。単行本帯等では『ド究極エコ人間』と呼ばれる。
とある理由によって勉学に関しては高い成績をとるが、他教科である運動、家庭科、音楽に関してはからっきしである。その成績ゆえに周りからは天才と呼ばれることがあるが、本人は「人一倍努力しているだけ」と言及している。
神奈が勉強で悠に負けたと泣いたことから「やめる」と言って教科書類をすべて焼却炉に投げ込むなど不可解かつ突拍子もない行動で周囲（おもに神奈）を惑わす。
奇妙な出会いを通し神奈に興味をもち、互いに惹かれあう存在となっていく。
家族構成は姉の双子と父親。人気投票では第1回1位。第2回4位。
身長は156cm。

### ちゃらんぽらんズ
日下部ちはや（くさかべ ちはや）
総合学科1-1の生徒で『ちゃらんぽらんズ』の一員。気分屋で自由奔放な性格。ムードメーカー兼トラブルメーカーともいえる。また、かなりずぼらなところがあり、専攻科目である美術の教材・作品などを自分の机の上に積み上げたことから神奈には『バベル』と呼ばれている。また、捨てられない+片づけられない+めんどうくさがりの『トリプルコンボゴミ女』としても有名。
誰とでも仲良くなれるが、幼馴染の都とは特に親密な間柄でたびたび都の家に寝泊まりしている。はた目からは、ずぼらなちはやをしっかり者の都が支えているという認識をされることがあるが、実際は逆で、どこか抜けている都を仕方なくちはやが世話するというかたちである。昔は都を「みゃあ」と呼ぶことがあったが、高校に入学し名前で呼ぶことを心掛けている。
あっけらかんとした性格とは裏腹に追い詰められると弱気になるところがあり、都に劣等感を感じるなどもした。
怒ったときは「ボケェェェ！！！」と叫ぶ癖がある。
人気投票では第1回6位。第2回3位。
身長は155cm。
時任都（ときとう みやこ）
総合学科1-1の生徒。のんびりとして温厚な性格。『ちゃらんぽらんズ』の中では比較的常識人とされるが、実際は不器用、機械オンチ、大食い、体育会系なのに朝が弱い（ちはやがいなければおそらく遅刻常習犯）、力の加減が分からずモノを破壊するなど、作者をして『真面目系クズ』と称される。
前述のとおり朝が弱いため部活動には所属していないが、助っ人に呼ばれることが多く人望は厚い。また、作中唯一の巨乳キャラで神奈曰くこの漫画の『セックスシンボル』。
神奈の相談に乗ったり、ちはやと喧嘩した際には自分から謝りに行くなど基本的に素直でいい子。『ちゃらんぽらんズ』の中ではテストの点数もよく勉強を教えることも多い。
人気投票では第1回3位。第2回1位。
兄妹が3人おり（兄、姉、弟）、そのうちの弟・じろう（漢字表記不明）は著者の別作品『壊れていてもかまいません』に登場している。
身長は162cm。
穂高暁（ほだか あかつき）
総合学科1-1の生徒。姉御肌で面倒見の良い性格。その気さくさと端正な顔立ちから他クラスからの人気も高いが、肝心な時に勇気を出せないヘタレ。手先が器用で料理、裁縫に関しては高い技術をもち、将来もその方向で考えている。
気遣いもでき人気も高いが、ある程度の仲になると無神経な態度をとる、調子のいいことを言うなどチャラついた態度を頻繁にとり、その度にリカを嫉妬させたり神奈の逆鱗に触れたりする。勉学、運動ともに能力が低いわけではないが努力を怠る、他のことに熱中してしまうなどして、結果が出ないことが多い。誰とでも仲良くなれる気さくさはもつが、それは、他人とまっすぐに向き合うことを避けてきたことの裏返しであると自覚している。また、考えの及ばない悠に対しては話がかみ合わず、狼狽したこともあった。
入学式で出会ったリカに好意を抱くが、自身の性格が災いしてか踏ん切りがつかないままになっている。
本編未登場だが妹がいる（髪形はツインテールらしい）。人気投票では第1回、第2回ともに5位。
身長は168cm。
小間物屋リカ（こまものや リカ）
総合学科1-1の生徒。口数が少なく基本的におとなしいため影が薄くなりがちだが、誰もが振り返る絶世の美少女。
その容姿故か男性恐怖症で他にも、高所、血液、幽霊（怖い話）、虫、苦痛、重力など苦手なものが多く存在する。また、嫉妬深くわがままなところがあり、神奈からは悠と並べて『顔以外残念』と言われる。暁が他クラスの女生徒たちにちはやほやされた際には、嫉妬して彼女にあたってしまうこともあった。ただし、いざという時は度胸があるところは暁とは正反対といえる。
勉学に関して人一倍努力はするが、要領が悪く結果が伴わない。いわゆる不幸体質。苦手なものが多いためかネガティブよりの考えに及ぶことが多く、入学式の際に携帯を噴水に落として落ち込んでいたところを暁が携帯を拾おうとしてくれて、それ以来彼女に惹かれるようになる。が、同時に無神経かつ鈍感なところにがっかりすることも多い。
人気投票では第1回4位。第2回5位。
身長は145cm。

### 生徒会
全員第2巻からの登場。（作中時点で）会長が3人、副会長が2人という独特の体制となっている（理由は後述）。また、その日の仕事の分担を水道管ゲームで決めている。
世良慧斗（せら けいと）
総合学科1-2の生徒。生徒会長。
白髪に肌は色黒と日本人とは言いがたい外見をしている（詳細は不明）。自信家で負けず嫌いだが、根は優しくおおらかな性格。成績は神奈に負けず劣らずといったところだが、少々天然なところや世間知らずなところがあり周囲のペースを乱す。また、漢字が苦手であるなどどこかねじが抜けている。
その性分からか神奈とは犬猿の仲とも言え、出会って間もなくして喧嘩を始めていた。逆に、自分が認めている相手にはひどく態度が変わり、自分以上に成績のよい悠にはファンだと言って接している。もっとも、神奈の暴力行為を笑って許したり、他人に助言をするなど
百合描写、またカップリングが多い本作で、相手がいないことが度々ネタにされている。
身長は156cm。人気投票では6位だった。
大王千都留（だいおう ちづる）
総合学科3年。生徒会長。
中性的な容姿を持つ。「美しいもの」に目がなく、小夜子やリカ、悠などの1年生がすごく好みで、彼女らを見て欲情しては雪緒に制裁を喰らってばかりいる。つまりは変態。
美術部部長を兼任しており、正式な部員でないちはやを入部させることに躍起になっている。
身長は165cm。
藤雪緒（ふじ ゆきお）
総合学科3年。生徒会長。
グレーのストレートロングの髪と黄土色の濁った瞳を持つ。
いつもクール（正確には悠とは別種のダウナー系）で、テキパキと仕事をこなし、癖のあるメンバーを取りまとめる生徒会の実質上のリーダー。
暴走した千都留を止めるために殴ったり、ペンを頭に突き刺したりするなど、ドSな部分もある。
身長は155cm。
服部綾姫（はっとり あやめ）
総合学科2年。副生徒会長。
女子としては高めの身長（本作のキャラの中で最も高い）と黒のショートヘアが特徴。胃痛持ち。
物腰が柔らかく、小夜子に懐かれている。
生徒会の中で最も仕事ができる雪緒に憧れを抱いている。
身長は172cm。
五十嵐小夜子（いがらし さよこ）
総合学科1年。副生徒会長。
小柄で、ベージュ色のウェーブのかかった髪をハーフアップにし、関西弁で話す。
気が弱く、キャラの濃い会長3人よりもおとなしい綾姫や、生徒会でないリカと一緒にいることが多い。
園芸部と掛け持ちしている。
身長は158cm。

### 周囲の人間
先生
総合学科1-1の担任の男性教諭。43歳。担当科目は英語。
見た目も内面もいわゆる草食系。作中では「守ってあげたくなる系男子43歳」と言われたこともある。
ちゃらんぽらんず（先述）などが騒動を起こした際はただ怯えているだけなことが多い。
羽座岡清（はざおか さや）、羽座岡彩（はざおか あや）
悠の姉で双子。今高OGで現在は大学生。
高校時代は3年間ずっと2人で生徒会長職を務め上げた。今高生徒会に会長を複数人置くのは彼女らに敬意を表してのことである。
共にスペックが高く、悠ですら「なにをやってもかなわない」という。
かつてはかなり仲が悪く、毎日ケンカをしていたが、悠が生まれたことで「ちゃんとしたお姉ちゃんになろう」と決意し、
ケンカの頻度を減らした。また、悠とはそもそも1度もケンカをしたことがない。
身長は共に163cm。

## 書誌情報
- あらた伊里 『総合タワーリシチ』芳文社〈まんがタイムKRコミックス つぼみシリーズ〉、全3巻
  1. 1巻 2012年4月27日初版発行
  2. 2巻 2012年12月27日初版発行
  3. 3巻 2013年8月11日初版発行
- あらた伊里 『総合タワーリシチ完全版』少年画報社
  1. 上 2017年11月13日初版発行
  2. 下 2017年11月13日初版発行